# 1935 en Alberta
Chronologie de l'Alberta
- 1931
- 1932
- 1933
- 1934
- 1935
- 1936
- 1937
- 1938
- 1939

Cette page concerne des événements qui se sont produits durant l'année 1935 dans la province canadienne de l'Alberta.

## Politique

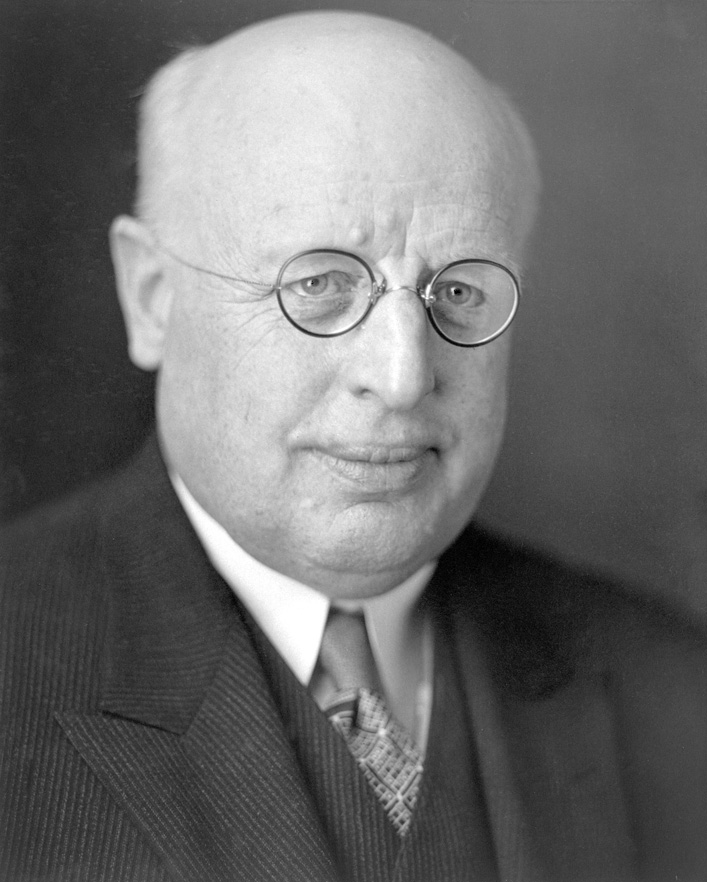
William Aberhart

- Premier ministre : Richard Gavin Reid des United Farmers puis William Aberhart du Crédit social
- Chef de l'Opposition :
- Lieutenant-gouverneur : William Legh Walsh
- Législature :

- Les communistes font leur plus forte élection en Alberta en 1935, en présentant neuf candidats et en remportant près de 6 000 votes, soit un peu moins de 2 % du vote populaire[1].

## Événements
- Fondation du club de football des Stampeders de Calgary.

- 22 août : élection du Parti Crédit social de l'Alberta de William Aberhart élu premier ministre de l'Alberta.

## Naissances
- 18 février : Janette Oke (née Steeves), auteure canadienne et pionnière dans le genre de la fiction.

- 20 avril : Dave Gordichuk (né à Vegreville), joueur professionnel canadien de hockey sur glace.

- 12 mai : John Paul Bucyk, surnommé Chief, (né à Edmonton), joueur canadien de hockey sur glace professionnel ayant évolué dans la Ligue nationale de hockey au sein des Bruins de Boston.

- 25 mai : William Patrick Kinsella dit W. P. Kinsella, né à Edmonton et mort le 16 septembre 2016 à Hope (Colombie-Britannique)[2], est un écrivain canadien.

- 10 juillet : Ronald McKinnon (né à Edmonton et décédé le 1er octobre 2014), économiste connu pour ses recherches en économie appliquées, notamment  en économie internationale et en développement économique. Il a fait ses recherches aux États-Unis et était professeur de Science Économique à l'université Stanford depuis 1961[3],[4]. Il fit des recherches sur le commerce international, la finance, et le développement économique[5]. Il accordait notamment un rôle important aux marchés de capitaux, dont il encourageait le développement par des politiques monétaire et budgétaire adaptées.

## Décès
- 18 juillet : George Clift King, maire de Calgary.